# Marcelo Vega
Francisco Marcelo Vega Cepeda (né le 12 août 1971 à Copiapó au Chili) est un joueur de football international chilien, qui évoluait au poste de milieu de terrain.

## Biographie

### Carrière en sélection
Avec l'équipe du Chili, il dispute 30 matchs (pour un but inscrit) entre 1991 et 1998. Il figure notamment dans le groupe des sélectionnés lors des Copa América de 1991 et de 1993.
Il participe également à la coupe du monde de 1998. Lors du mondial, il joue le match des huitièmes de finale perdu contre le Brésil.